# عقدة عصبية قحفية
العُقد العَصبية القِحفِية (بالإنجليزية: Cranial nerve ganglia)‏ هيَ تَجمع مِن أجسام الخَلايا العَصبية القِحفِية وإما أن تَكون لاوُدية أو عُقد حِسية.